# Тень в мансарде
«Тень в мансарде» или «Тень на чердаке» (англ. The Shadow In the Attic) — рассказ американского писателя Говарда Филлипса Лавкрафта, который после его смерти дописал Август Дерлет. Рассказ вошел в издательства «Arkham House» в 1964 году. 

## Сюжет
В июне 1928 года Адам Дункан получил в наследство от деда старинный особняк в Аркхэме. Дом находится Эйлсбери-Стрит на южном берегу реки Мискатоник, недалеко от Пригорка Палача и кладбища. В обширной усадьбе были небольшие окна и высокие потолки, а на верху запертая мансарда. Экономка содержала дом в безукоризненной чистоте. Адам должен провести в доме 3 месяца по завещанию. Когда приехала его невеста Рода Прентис, то в атмосфере повисла напряженность, словно, дом вышел из спячки и следил за ними. 
Ночью Адам проснулся и ощутил как рядом кто-то прерывисто дышал. Он нащупал старую и дряхлую женскую грудь. Затем фигура бесшумно поднялась и вышла за дверь. Адам кинулся обыскивать дом, но когда услышал истошный женский вопль, вдруг, почему-то заснул. Утром Рода рассказала, что видела ночью старуху, которая делала уборку. Странно, что она до сих пор работает, еще и ночью, имея ключи от дома. Рода уговаривает Адама уехать, но Адам не хочет нарушать условий завещания. В итоге Рода уезжает, а Адам остается писать диссертацию. 
Адам нашел на мансарде резиновую маску по форме человеческого лица и парик. Там же было домашнее платье очень старомодного фасона, передник, резиновые перчатки, чулки с подвязками и туфли. На стене отпечаталась огромная тень, выжженная языками пламени. В углу стены было отверстие, размером с мышиную норку, а на полу начертанные мелом и краской фигуры. Огонек свечи задрожал и начал коптить, темнота вокруг заметно сгустилась и Адам сбежал в испуге. 
Старик по соседству тоже видел в окнах эту экономку, но больше она нигде не появлялась. Он сказал, что странные звуки и голубые огни доносились из этого «дурного места», где колдовал Урия, если только он и вправду мертв. Однажды миссис Бартон выбранила деда за то, что он тайком держит женщину, а ночью умерла от разрыва сердца при испуге. Урия изучал оккультные книги по демонологии, перевоплощению, двойникам и суккубам. Урия изучал жизненную силу и возможность обретения новой телесной оболочки путем изгнания прежней души и вселения иной сущности.

Рода звонит Адаму из Бостона и сообщает, что нашла в библиотеке архивы про Урия Гаррисона. Дед неспроста указал условие в завещании, Адам нужен был ему для некой зловещей цели. То, что бродит ночью по дому — не человек. Рода просит Адама уезжать, но все отрицает. Ночью Адам встретил призрака:
В воздухе неподвижно висел призрак Урии Гаррисона, который исчез, сжавшись, как проколотый булавкой воздушный шарик; оставив лишь тонкую ленту из темного вещества, что змееподобно извиваясь, ускользнула по лестнице и растаяла без следа. Женщина медленно повернула голову к Адаму и на несколько мгновений их взгляды скрестились. В ней виднелась страшная огненная бездна, глаза, не имевшие ничего общего с человеческими. Голод, похоть, ненасытная, всепоглощающая злоба пылали в ее взоре.      
Женщина отвела Адама в мансарду, где из мышиной норы исходило притягивающее к себе голубое свечение. Дикий страх парализовал его и он встал на колени. В комнату хлынул поток яркого света и Адам освободился от незримых прут, как был, на карачках бросился бежать прочь. Но нечто в нем сопротивлялось отъезду; это была какая-то жуткая связь, возникшая между Адамом и домом. Ночью ему явился во сне Урия, который заполонил собой весь дом и его самого. Внезапный стук в дверь разбудил его и он не без труда спустился вниз. На крыльце стояла Рода, но Адам ответил ей, что «она им не нужна». Рода схватила диссертацию и дневник, но Адам с легкостью их отдал — и Рода поняла, что опоздала. Адам захлопнул перед ней дверь и принялся с нетерпением ждать ночи, ощущая, что у него разыгрался аппетит иного рода. Он вспомнил, что женщину зовут Лилит. В полночь голубое сияние заполнило комнату, но ход событий прервал пожар. Видение начало распадаться, на лице деда было выражение дикой ярости; чарующая девушка в миг превратилась в кипящую от бешенства старую каргу. Дом подожгла Рода. Адам бежал с ней. 
Хотя, дом сгорел дотла, это не нарушало правил наследования и мистер Сэлтонстолл подвел под это дело юридическую базу. Видимо, экономка была суккубом, а мышиная нора — входом в иное измерение. Урии нужно было удержать внука какое-то время, чтобы завладеть им. Адам сомневаться, кто же он теперь: Адам Дункан или Урия Гаррисон, участник ритуала или жертва...

## Персонажи
- Адам Дункан — молодой человек, которому двоюродный дед оставил по завещанию дом. Преподавал на факультете английского языка и литературы в Братлборо. Работал над докторской диссертацией. Педантичен и неопрятен, мог часами заниматься рутиной, не утруждаясь домашними хлопотами.

- Рода Прентис — невеста Адама, жизнерадостная и энергичная девушка. У нее были светлые волосы, тонкие губы и голубые глаза. Преподавала филологию и археологию в Братлборо.

- Урия Гаррисон — двоюродный дед Адама, колдун. Вечно угрюмый, темнолицый, с косматыми бровями и копной жестких черных волос. У него было заросшее бородой лицо, горящие глаза, высокие, туго обтянутые кожей скулы. Урия убивал недругов. Последние годы жизни он практически не выходил за пределы усадьбы, если не считать регулярных прогулок на старое кладбище. Крепкий, энергичный старик, но однажды заболев, он очень быстро сдал и умер. На одно только исследование Салемского процесса он истратил целую кучу денег. Изучал демонологию, колдовство, ведьм, суккубов, перевоплощение, двойников. Являлся во снах и встречается внуку как призрак.

- Экономка Лилит — древняя старуха и суккуб, которая появлялась в доме по ночам. Ее неподвижное лицо казалось как бы висящим в бесконечной дали пустого пространства, оно не выражало никаких эмоций и было лишено всякого выражения, словно окаменело, и только глаза казались живыми. В миг превратилась в кипящую от бешенства старую каргу.

- Мистер Сэлтонстолл  — юрист, поверенный по завещанию Урия Гаррисона. Престарелый адвокат, по сей день сохранивший приверженность к высоким воротничкам и черным костюмам.

## Запретные книги
- Книги Олауса Великого
- «Malleus Maleficarum»
- «Песнопения Дхол»
- «Евнапий де Рохаса»
- «De Natura Daemonum» Анания
- «Quaestio de Lamiis» де Виньята
- «Fuga Satanae» Стампа

## Связь с другими произведениями
В рассказе «Грёзы в ведьмовском доме» описан старинный дом ведьмы Кеции Мейсон, Салемский процесс и дыра в стене служившая входом в иные пространства.
В рассказе «Наследство Пибоди» описан старинный дом Джедедая Пибоди в Уилбрэхеме, который подчинял волю мужчина из рода Пибоди и служил Черному человеку.
В рассказе «Ведьмин лог» описан дом семьи Поттеров в Аркхеме, в которых вселялась сущность ведьмы, а после изгнания она устремилась в космос.
В рассказе «Две черные бутылки» описан старинный дом Вандерхоофа в Даальбергене, душу которого похитил колдун Фостер, насылающий проклятья на город.  
В рассказе «Ужасный старик» описан старинный дом колдуна на Приморской улице в Кингспорте, который умел заключать души в бутылках и призывать их к служению.    
В рассказе «Картина в доме» описан старинный дом колдуна в Мискатоникской долине, который продлевал себе жизнь через обряд жертвоприношения.
В рассказе «Ужас Данвича» описан старинный дом старого Уэйтли (из рода беженцев Салема) в округе Данвича, который призвал Йог-Сотота, чтобы дочь родила от него некое существо. 
В рассказе «Зловещий священник» описан старинный дом колдуна в Севернфорде в округе Кембелла, в котором епископ открывал вход в иные пространства, где люди менялись телами.
В рассказе «Заброшенный дом» описан старинный дом вампира Этьена Руле, который столетиями пил жизнь из жителей дома, управляя их сознанием. 
В рассказе «Неименуемое» описан старинный дом в Медоу-Хилл в Аркхеме, где семью несколько поколений преследовало проклятие, а на чердаке был вход в иные измерения.